# Heizkraftwerk Klingenberg
Das Heizkraftwerk Klingenberg ist ein Heizkraftwerk (HKW) im Berliner Ortsteil Rummelsburg an der Köpenicker Chaussee 42–45, das mehr als 300.000 Haushalte mit Strom und Wärme versorgt. Es ist nach dem Pionier des modernen Kraftwerkbaus Georg Klingenberg benannt.
Während die denkmalgeschützte Hülle des von 1925 bis 1926 als Kraftwerk Klingenberg von der Berliner Städtische Elektrizitätswerke Akt.-Ges. (Bewag) errichteten thermischen Kraftwerks weitgehend originalgetreu erhalten ist, wurden die technischen Komponenten ab den 1970er Jahren komplett ersetzt.
In den Jahren 1987 bis 2017 wurde vor allem Braunkohle aus dem Lausitzer Braunkohlerevier verfeuert. Im Mai 2017 wurde das HKW auf eine Verfeuerung mit Erdgas umgestellt. Das Kraftwerk ist ein wichtiger Lieferant von Fernwärme für den Ostteil Berlins. Es gehört der städtischen BEW Berliner Energie und Wärme GmbH.

## Das historische Steinkohlekraftwerk

### Aluminiumwerk

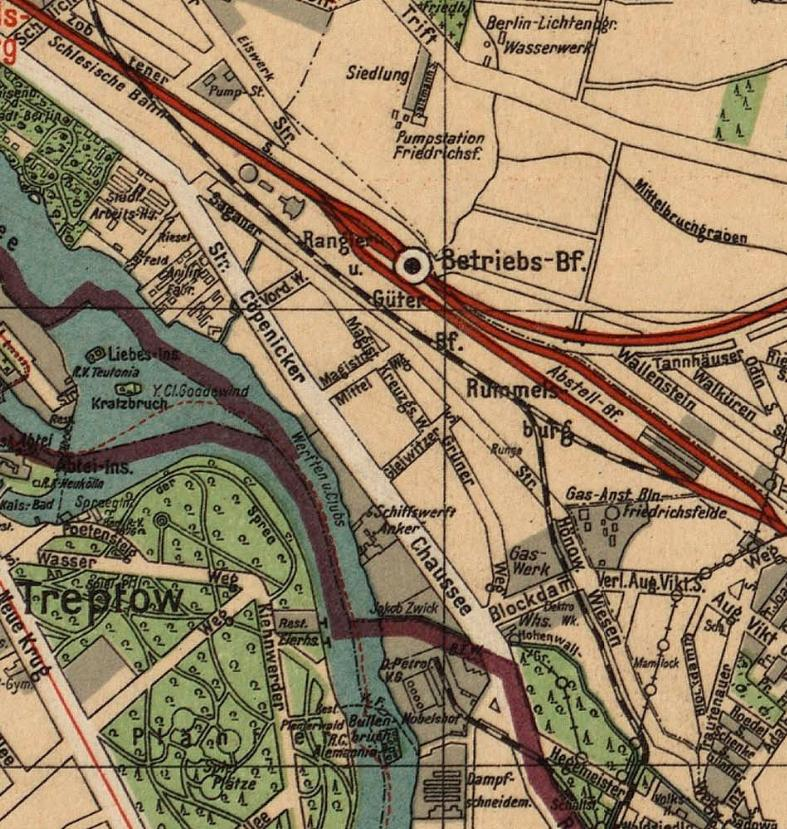
Silva-Karte 1925, Ausschnitt Berlin-Rummelsburg

Im Ersten Weltkrieg wurde auf dem Gelände zunächst ein Aluminiumwerk eingerichtet, um auf den kriegsbedingt ansteigenden Aluminiumbedarf (Flugzeuge, Luftschiffe, Ersatzmaterial für die Elektrotechnik) zu reagieren. Da Deutschland massive Einschränkungen beim Rohstoffimport hinnehmen musste und das bislang bevorzugt aus Südfrankreich bezogene Bauxit nicht mehr verfügbar war, wurde nun auf den Rohstoff Ton zurückgegriffen, der aber nur einen sehr geringen Aluminiumertrag liefert. Das Aluminiumwerk wurde später mit anderen Fabriken zum reichseigenen Unternehmen Vereinigte Aluminium-Werke (VAW) zusammengefasst.
Da der Strombedarf während des Ersten Weltkrieges weiter anwuchs, wurden weitere Kraftwerke erforderlich, die nun direkt an den Förderstätten der Energieträger gebaut wurden. So wurden die bereits vor Kriegsbeginn entstandenen Pläne umgesetzt, in der Nähe des mitteldeutschen Braunkohlen-Tagebaugebietes Golpa-Jeßnitz (nordöstlich von Bitterfeld) das Kraftwerk Zschornewitz zu errichten. Um den Strom von dort nach Berlin zu führen, wurde mit der Golpa-Leitung eine überregionale 110 kV Hochspannungsfreileitung von Zschornewitz nach Berlin gebaut, die im Juli 1918 in Betrieb genommen werden konnte. Die Leitung führte bis zu einem Verzweigungspunkt an der Rummelsburger Chaussee. Ein Zweig wurde zu einem am Kraftwerk Rummelsburg befindlichen Umspannwerk geführt, um das Aluminiumwerk an der Rummelsburger Bucht zu versorgen. Damit war Berlin erstmals mit einem außerhalb der Stadt liegenden Kraftwerk verbunden.
Zur Stromversorgung des Rummelsburger Aluminiumwerkes diente anfangs das rund 600 m spreeaufwärts liegende Kraftwerk Rummelsburg auf dem Grundstück Rummelsburger Landstraße 2–12, das bereits 1907 in Betrieb gegangen war. Dieses Kraftwerk wurde in den Jahren 1925 bis 1929 parallel zum Neubau des Kraftwerkes Klingenberg nach Plänen des Architekten und Leiters der BEWAG-Bauabteilung Hans Heinrich Müller ausgebaut. Die Bauausführung übertrug die Stadt Berlin der Firma AEG und gab dafür rund 60 Millionen Mark aus.
Der andere Zweig der Hochspannungsleitung führte weiter nach Norden zu einem Umspannwerk bei Friedrichsfelde. Diese Leitung wurde bis 1925 im Zuge der Ostseestraße, Bornholmer Straße und Seestraße zum Kraftwerk Moabit verlängert, um einen Netzverbund der Berliner Kraftwerke herzustellen.
Nach dem Ersten Weltkrieg ging der Aluminiumbedarf durch die Auflagen der alliierten Siegermächte (Verbot des Baues von Flugzeugen und Luftschiffen) drastisch zurück. Das sehr unwirtschaftlich arbeitende Rummelsburger Aluminiumwerk wurde geschlossen. Die Baulichkeiten wurden mit Vertrag vom September 1919 an den Unternehmer Jakob Zwick aus Neustadt an der Haardt zum Abbruch verkauft.
Die Lage des ehemaligen Aluminiumwerkes am Spreeufer und der Anschluss an die Hochspannungsleitung begünstigte die spätere Ansiedlung eines weiteren Kraftwerks. Auf dem freigeräumten Standort wurde ab 1925 das neue Kraftwerk Klingenberg errichtet.

### Kraftwerksbau

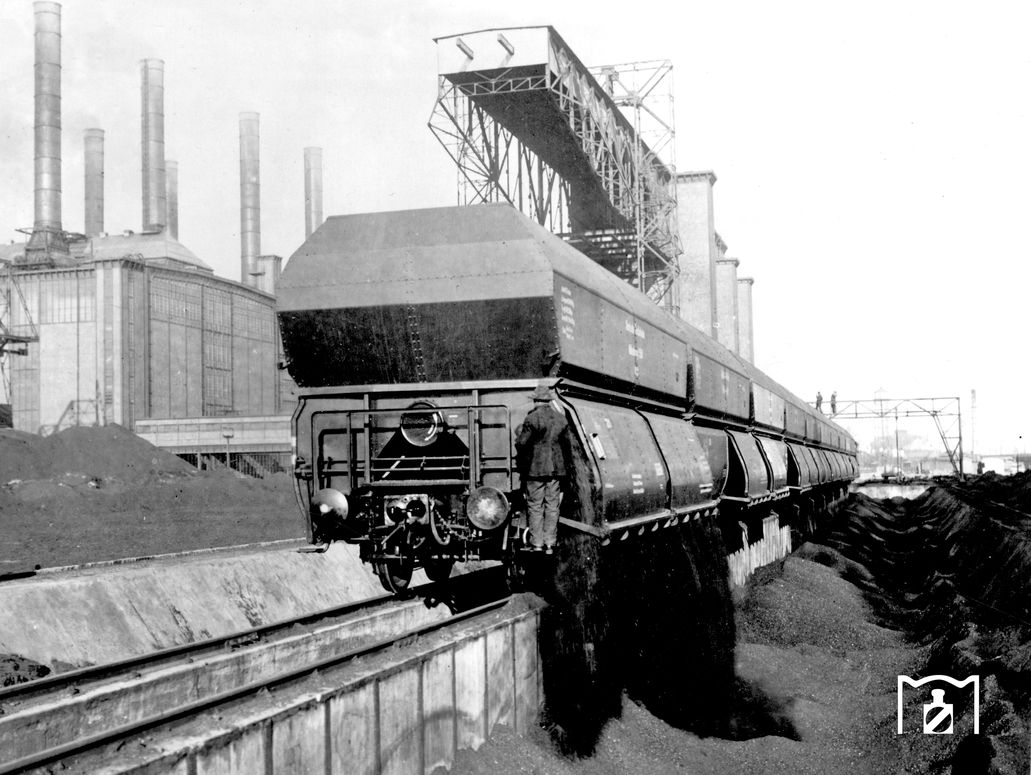
Kohleanlieferung mit Großraumselbstentladewagen am Kraftwerk Klingenberg, 1928

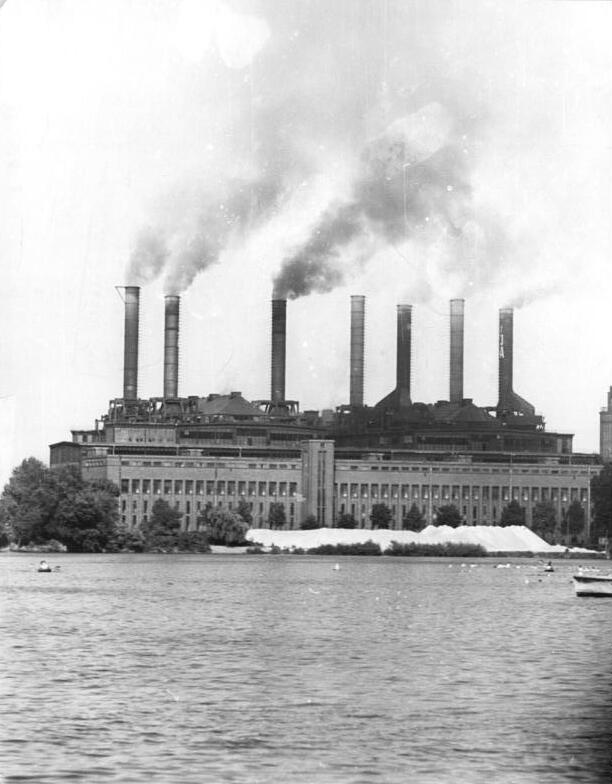
Kraftwerk Klingenberg, 1951

Am 9. Juli 1925 schlossen die Berliner Städtischen Elektrizitätswerke AG (Bewag, seit 2006: Vattenfall Europe Berlin AG & Co. KG) mit der Allgemeinen Elektricitäts-Gesellschaft (AEG) einen Vertrag über den schlüsselfertigen Bau eines Steinkohlekraftwerks mit 270 MW elektrischer Leistung in Rummelsburg. Die 16 Hochdruckkessel wurden mit Steinkohlenstaub befeuert, der in eigenen Mahlwerken aus der angelieferten schlesischen Steinkohle vor Ort hergestellt wurde. Zehn Jahre zuvor hatte der Magistrat von Berlin die Bewag, die zunächst Berliner Elektricitäts-Werke (BEW) hieß, von der AEG übernommen.
Das technische Konzept des Kraftwerks erstellte der Pionier des modernen Kraftwerkbaues Georg Klingenberg, nach dem das Kraftwerk benannt ist. Architekten waren dessen Bruder Walter Klingenberg und Werner Issel, die einen eindrucksvollen Industriekomplex in expressionistischer Architektur schufen. Bei seiner Eröffnung war das mit Kohlestaub betriebene Kraftwerk das größte und modernste in Europa. Es deckte zwei Drittel des Berliner Strombedarfs ab. Einmalig war auch die Regeneration der Speisewasservorwärmung.
Der erste Spatenstich erfolgte am 15. September 1925. Der Bau wurde unter primitivsten Sicherheitsbedingungen ausgeführt, sodass sich während der Bauarbeiten zahlreiche schwere und auch tödliche Unfälle ereigneten. Trotz Verzögerungen aufgrund von Streiks wurde das Kraftwerk nach weniger als zwei Jahren Bauzeit am 30. Juli 1927 fertiggestellt. Schon am 19. Dezember 1926 ging die erste Ausbaustufe des Kraftwerks mit 30 MW erstmals ans Netz, um zur Deckung der Winterspitze 1926/1927 beizutragen.
Zu den größten Abnehmern des Kraftwerks Klingenberg gehörte die Deutsche Reichsbahn, die im Jahr 1928 mit der Bewag einen Stromliefervertrag zur Versorgung der Berliner Stadt-, Ring- und Vorortbahnen, der späteren Berliner S-Bahn, abschloss. Dazu wurde am Markgrafendamm in der Nähe des S-Bahnhofs Ostkreuz ein Schaltwerk errichtet und mit dem Kraftwerk verbunden. Die Kohleanlieferung erfolgte sowohl auf dem Wasserweg als auch mit der Bahn. Dazu wurden Ganzzüge aus vierachsigen Großraumselbstentladewagen eingesetzt, die direkt über dem Tiefbunker entladen wurden.
Die installierte Maschinenleistung betrug 270 MW, wobei eine Verdoppelung der Kraftwerksleistung bereits eingeplant wurde. Die Anlage wurde von drei Dampfturbinengruppen von je 90 MW betrieben, aufgeteilt in je eine Hauptturbine zu 80 MW und eine Vorwärmturbine zu 10 MW. Die Kesselanlage bestand aus 16 Heizkesseln mit jeweils einer Dauer-Höchstleistung von rund 18 MW. Sie erzeugten Frischdampf von 35 Atmosphären und 410 °C. Die Kohlenmahlanlage umfasste vier Gruppen mit jeweils 24 Tonnen Steinkohle pro Stunde Mahlleistung. Das Rohkohlenlager konnte bis zu 220.000 Tonnen aufnehmen, zwei fahrbare Förderbrücken besaßen eine Leistung von je 140 Tonnen/Stunde.

### Zweiter Weltkrieg

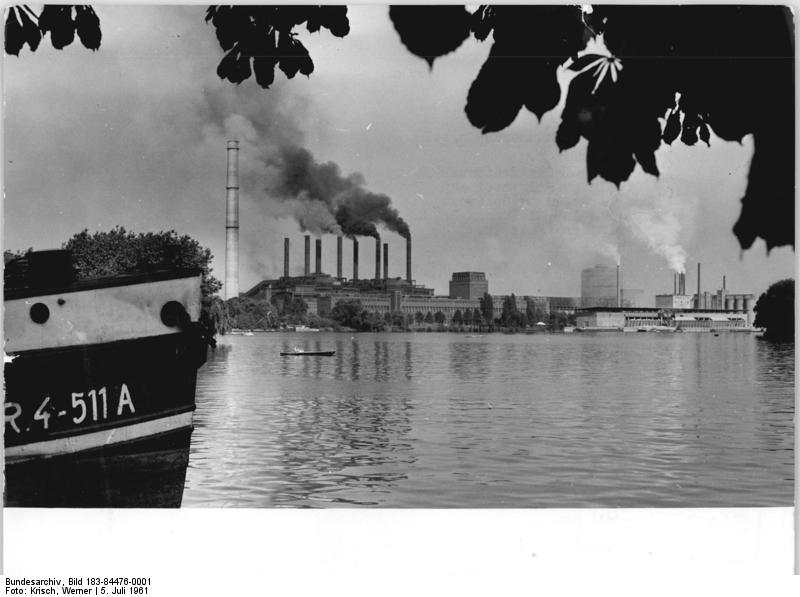
Von der Stralauer Halbinsel aus gesehen, 1961

Zwischen 1942 und 1945 arbeiteten auf dem Gelände des Kraftwerkes zeitweise bis zu 108 Zwangsarbeiter. Ein entsprechendes Barackenlager wurde 1943 auf dem Betriebsgelände der Berliner Kraft- und Licht in Betrieb genommen.
Zum Ende des Zweiten Weltkriegs schien das Schicksal des Kraftwerkes besiegelt, die SS plante eine Sprengung, die allerdings in letzter Minute vereitelt werden konnte. Der General Fjodor Bokow berichtet dazu in seinen Erinnerungen, dass im Kraftwerk eine Widerstandsgruppe bestand, zu der auch die Arbeiter Alfred Wülle und Robert Zorkisch gehörten, welche sich am 22. April 1945 mit Soldaten der 230. Schützendivision der Roten Armee in Verbindung setzten und diese über die beabsichtigte Sprengung informierten. Beim Angriff am nächsten Tag drang eine Pioniereinheit in den Maschinenraum ein und konnte mit Hilfe zweier gefangengenommener deutscher Pioniere und des Ingenieurs Karl Meining und anderer Arbeiter die Sprengung verhindern.
Im Jahr 1945 wurden große Teile der technischen Anlagen demontiert, sodass die Leistung des Werkes auf 90 MW reduziert war. Fünf Jahre später wurden die demontierten Anlagenteile wieder installiert. Während der Berlin-Blockade wurden wie in allen Kraftwerken, die sich im sowjetischen Sektor Berlins befanden, die Lieferungen in den westlichen Teil der Stadt komplett eingestellt. Bis zur Blockade lieferten die Kraftwerke im Osten der Stadt 75 Prozent der Elektrizität für die West-Sektoren.
Nach der Beseitigung von Schäden des Zweiten Weltkriegs ging das benachbarte Kraftwerk Rummelsburg trotz der Einschränkungen im Sommer 1945 als erstes Kraftwerk Berlins wieder in Betrieb. Es wurde 1966 abgeschaltet. Die Maschinenhalle und das Betriebsgebäude, einige Nebengebäude und ein Teil der Ausrüstung sind aber noch vorhanden und werden hin und wieder für Filmaufnahmen und als Veranstaltungsort genutzt.
Auch in den 1960er Jahren wurden die Kessel im Kraftwerk Klingenberg mit Steinkohle gefeuert. Im November 1965 wurde das Kraftwerk mit der Bahn aus dem sächsischen Steinkohlenrevier um Oelsnitz beziehungsweise aus Polen versorgt, der Tagesverbrauch lag bei 3000–3500 Tonnen.

### Gebäude

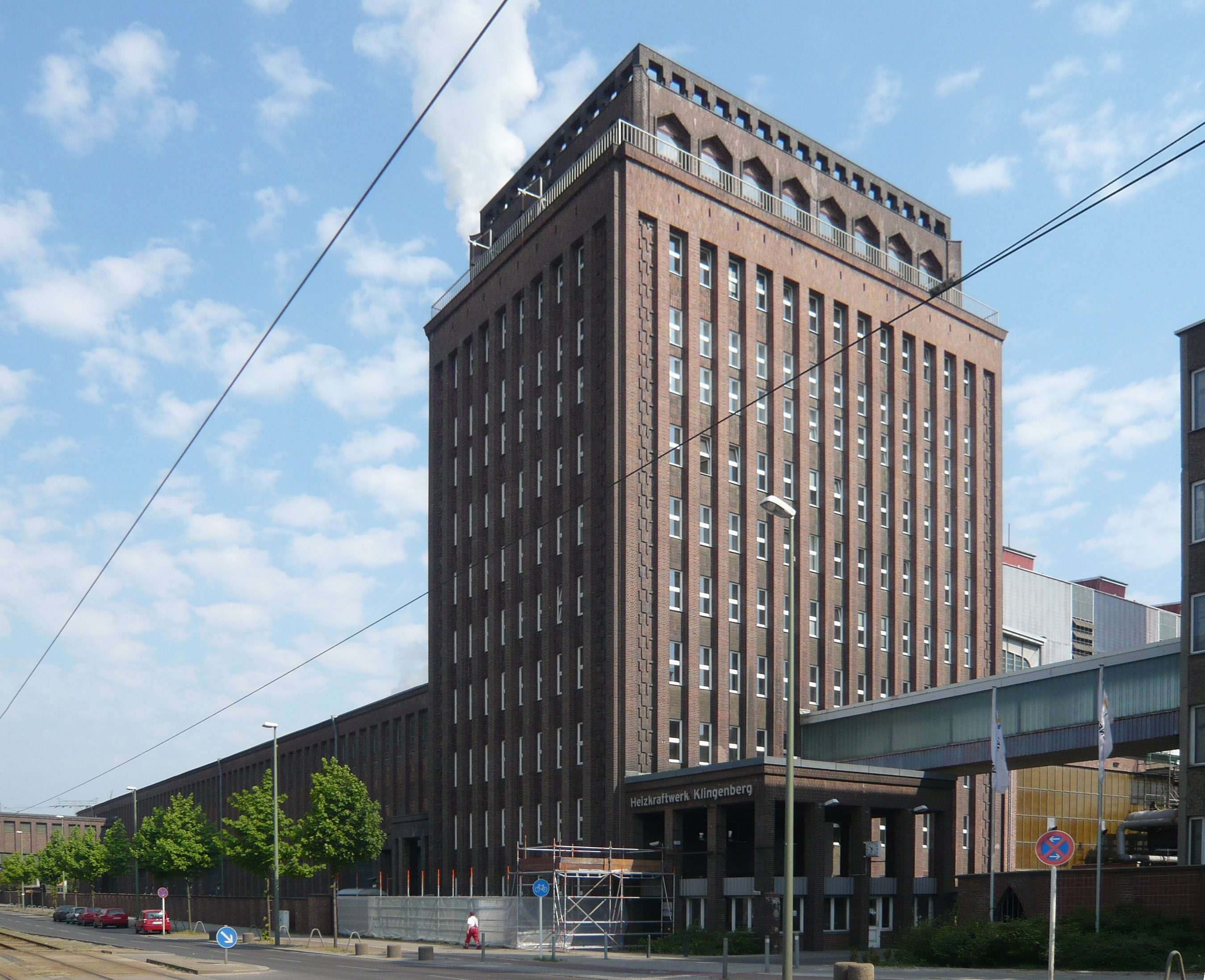
Hauptgebäude und Einfahrtsbereich des HKW Klingenberg 2009

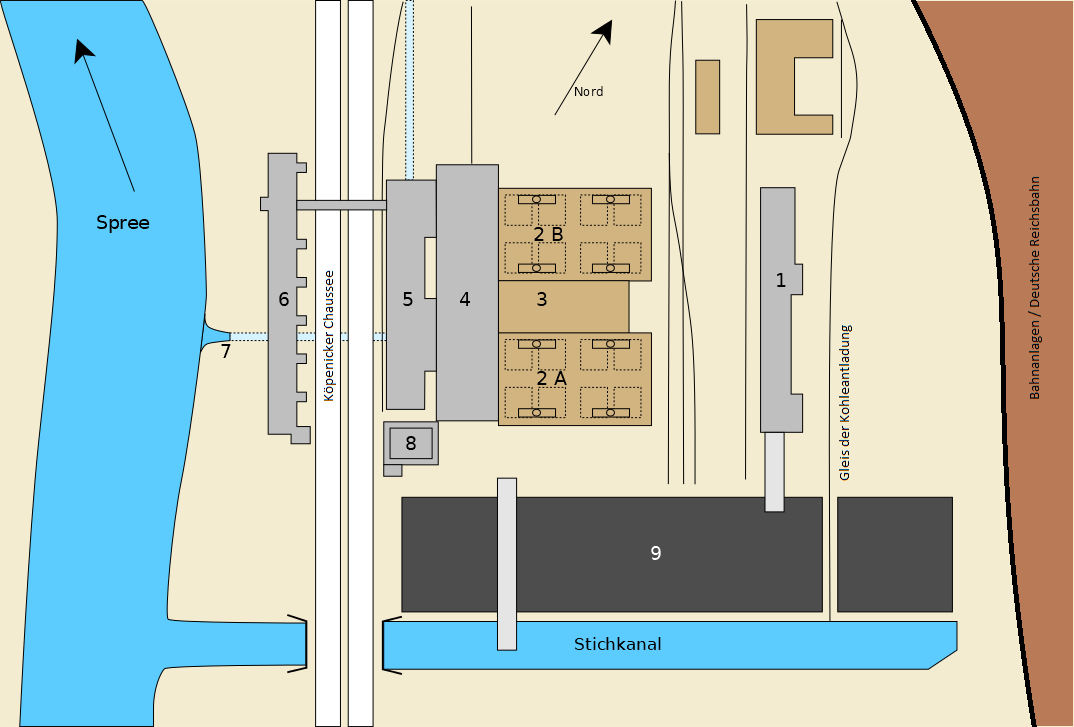
Anordnung der Gebäude zur Zeit der Errichtung 1927

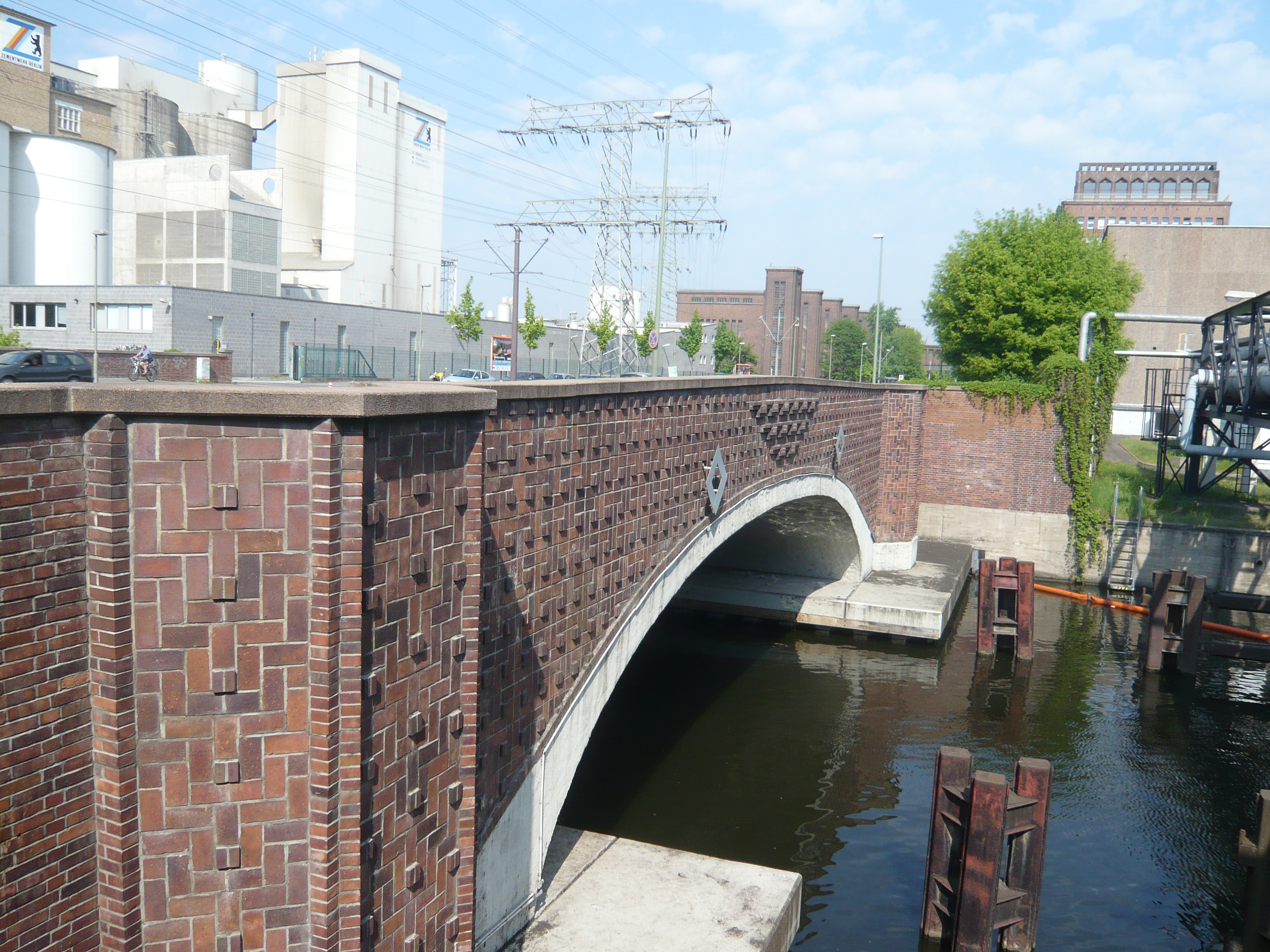
Die Brücke mit den übrigen Originalgebäuden des Kraftwerkkomplexes im Hintergrund Mitte und rechts 2009

Die ursprünglichen Gebäude der Kraftwerksanlage gliederten sich entsprechend ihrer Funktion vom Bahngelände im Nordosten in Richtung zum Spreeufer in:
1. Brennstoffaufbereitung, mit Kohlemahlanlagen, Gebläsen und Kohlestaubpumpen
2. die Kesselhäuser A (Süd) und B (Nord) mit je 8 Dampferzeugern, von denen sich je zwei einen Schornstein teilten. Die Schornsteine waren aus Blechsegmenten gefertigt und standen auf dem Kesselhausdach, die Gesamthöhe vom Boden betrug je 70 Meter.
3. Zwischen den Kesselhäusern stand die Vorwärmerhalle mit 3 Vorwärmturbinen, Kesselspeisepumpen und der zugehörigen Schaltanlage.
4. Weiter südwestlich schloss sich das Maschinenhaus an mit den drei Hauptmaschinensätzen.
5. Zwischen Maschinenhaus und Straße lag der Maschinenhausvorbau mit den Kühlwasserkanälen, den Maschinentrafos, der Hauptleitwarte und zugehörigen Schaltanlagen.
Die Köpenicker Chaussee teilt das Kraftwerkgelände.
6. Durch einen Tunnel für die Mittelspannungskabel und eine Brücke für die Leittechnikkabel mit dem Maschinenhausanbau verbunden lag jenseits der Chaussee das 30kV Schaltanlagengebäude.
7. Hinter dem Schalthaus im Spreeufer befand sich der Kühlwassereinlauf im Spreeufer.
8. Südlich vor dem Maschinenhausvorbau lag das elfstöckige Verwaltungshochhaus, in dem auch die Wasch- und Umkleideräume und die Einrichtungen der Werkssanität untergebracht waren.
9. Dahinter und bis an den Stichkanal heran existierte ein großes Kohlelager mit einer Portalkrananlage zum Entladen der Frachtkähne. In der Mitte des Kohlelagers war der Tiefbunker angeordnet, in den die Kohle aus Selbstentladewagen eingefüllt wurde. Der Stichkanal als Abzweig von der Spree mit der darüber führenden Straßenbrücke (Klingenbergbrücke) wurde beim Bau des Kraftwerks als Hafen zur Kohleversorgung angelegt.
Alle an der Straße befindlichen Gebäude samt Brücke und Umfassungsmauer sind mit dunklen Klinkern in zeitgenössischer Industriearchitektur ausgeführt und stehen unter Denkmalschutz. Teilweise erhalten ist die historische Schaltwarte im Maschinenhausanbau, deren technische Ausstattung zwischen 2005 und 2006 von einer Projektgruppe der Hochschule für Technik und Wirtschaft Berlin dokumentiert wurde.
Heute noch erhalten sind das Gebäude der Kohlemahlanlage, das heute als Werkstatt und für Büros und Lager genutzt wird, das Maschinenhaus mit dem Anbau, das Verwaltungshochhaus, in dem noch immer ein Paternosteraufzug in Betrieb ist und das Schaltanlagengebäude jenseits der Köpenicker Chaussee und die Kühlwasserkanäle.
Die Kesselhäuser und der alte Zwischenbau wurden im Zuge der Umbauten zur DDR-Zeit abgetragen.
Im Bereich des alten Kesselhaus A wurde ein neues errichtet, das vier Dampferzeuger für Öl- und Gasfeuerung beherbergt. Der zugehörige Stahlbeton-Schornstein steht frei südöstlich davor.
Auf der Fläche des Kesselhaus B wurde ebenfalls ein neues errichtet, in dem bis 2017 zwei Braunkohlegefeuerte Dampferzeuger in Betrieb waren. Nordwestlich davor befand sich deren Rauchgasentstaubung und -entschwefelung, deren Anlagen seit 2023 zurückgebaut werden sowie der zugehörige Schornstein.
Im Bereich des alten Vorwärmergebäudes zwischen den Kesselhäusern steht ein Zwischenbau mit den Speisewasserpumpen und zum Kesselhaus B hin der Bunkerschwerbau zur Bevorratung der Kohle.
Die Fläche des alten Kohlelagers ist heute überbaut mit einem Sozialgebäude, der Kantine und einem Heizöltank als Resevebrennstoff bei Ausfall der Gasversorgung.
Ursprünglich gab es in unmittelbarer Nähe des Kraftwerkes ab 1927 ein großes Freibad, das Städtische Flußbad Lichtenberg, in dem das Badewasser mit dem warmen Kühlwasser des Kraftwerkes beheizt wurde. Das Badewasser soll Temperaturen zwischen 30 und 35 °C erreicht haben. Die Anlage umfasste 26.000 m² Strandfläche, große Brauseanlagen, vier Badebecken: Warmbecken 50 m × 25 m, Schulbecken 50 m × 25 m, Sportbecken 100 m × 25 m, Planschbecken 1400 m². Das Bad stellte seinerzeit die modernste Freiluftbadeanlage im Herzen der Großstadt Berlin dar.

## Gebäudeergänzungen und Umrüstung auf neuere Energieträger

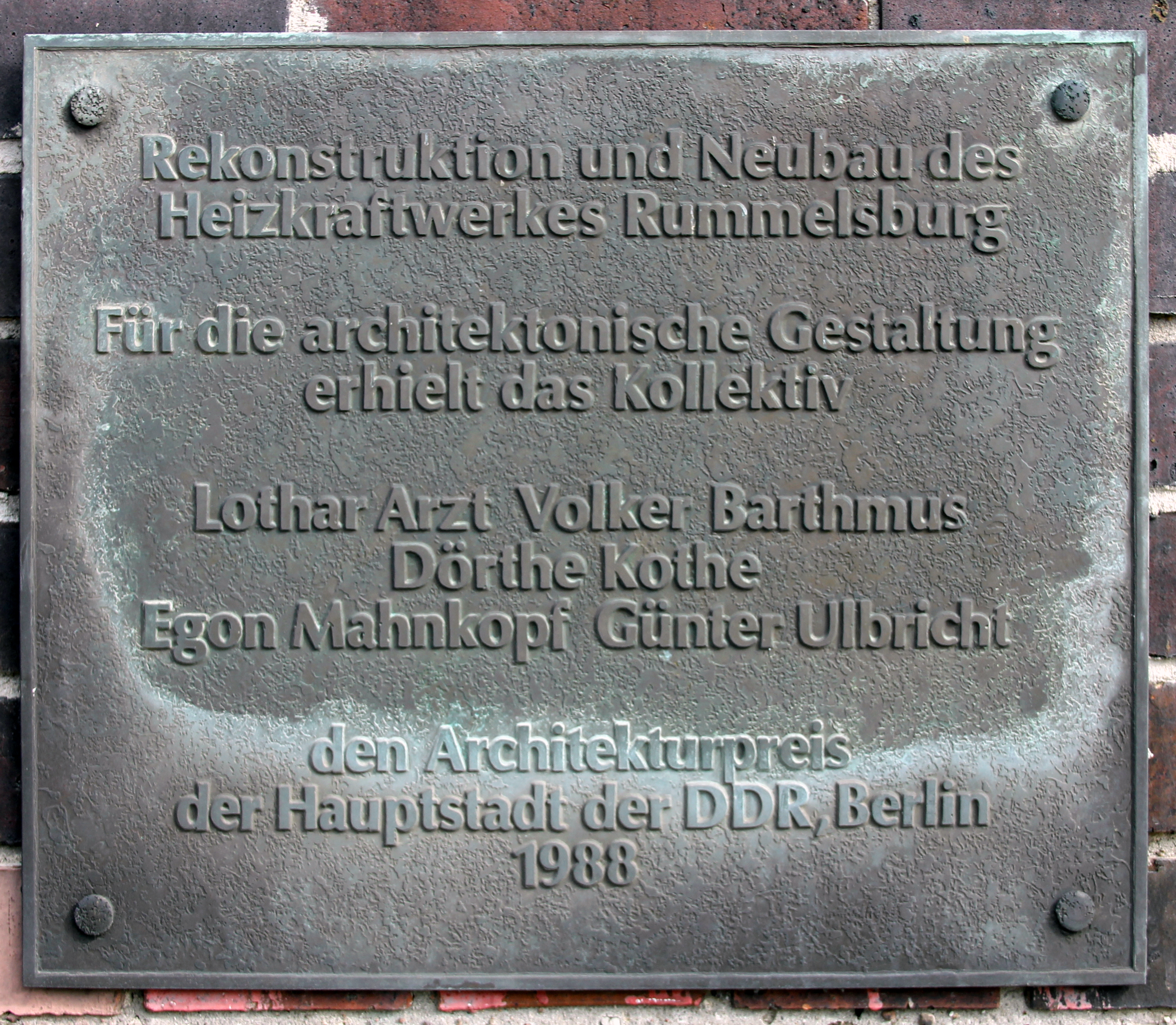
Gedenktafel am Haus, Köpenicker Chaussee 42, in Berlin-Rummelsburg

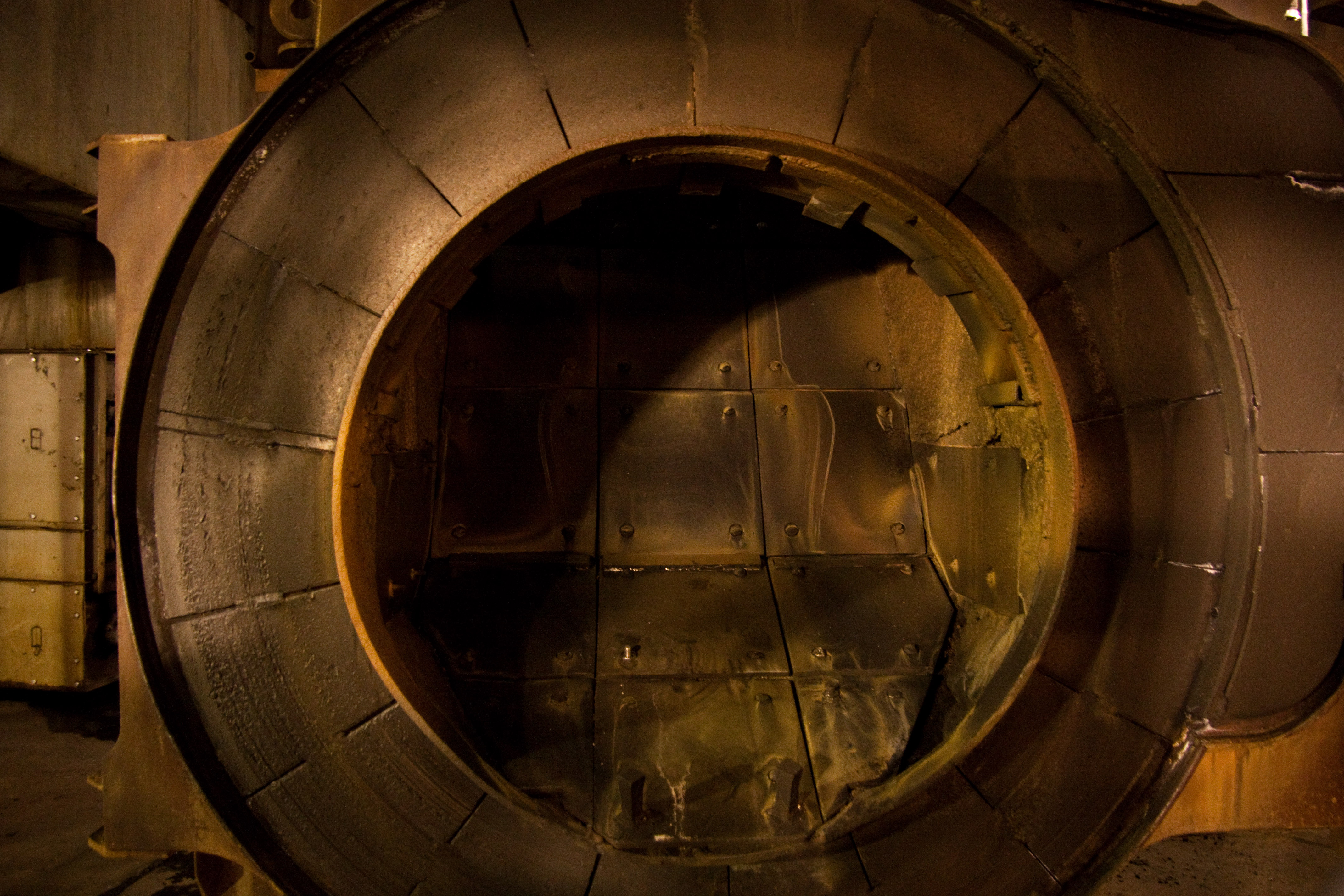
Kohlemühle in Revision

Zwischen 1974 und 1987 wurde das ehemalige Großkraftwerk zu einem Heizkraftwerk umgebaut. Die thermische Leistung der Kraft-Wärme-Kopplung betrug 590 MW, die elektrische Leistung 188 MW. Die 1965 und 1974 vorgenommenen Ergänzungsbauten und Umbauarbeiten führten zum einen zur Modernisierung der technischen Ausstattung mit Ersatz der alten Schornsteine durch zwei neue aus Stahlbeton. Diese haben nun eine Höhe von 146 und 169 Metern (2016: ca. 144 m und ca. 146 m) und sind mit Elektrofiltern ausgestattet. Zum anderen kamen als Neubauten eine Betriebspoliklinik und eine Berufsschule hinzu. Wie das nebenstehende Foto ausweist, erhielt das Kollektiv der Architekten 1988 für die hier errichteten oder rekonstruierten Gebäude den Architekturpreis der Hauptstadt der DDR. Im Jahr 1987 wurde das Heizkraftwerk auf Braunkohlebetrieb umgerüstet. Dabei musste die Lager- und Transport-Logistik umgestellt werden, da die vorhandenen Lagerkapazitäten am Kraftwerk nicht für Braunkohle mit dem geringeren spezifischen Energiegehalt bemessen waren.
Nach der deutschen Wiedervereinigung
Seit etwa 2011 kommt neben Braunkohle für die Grundlast zusätzlich Erdgas für die Spitzenlast zum Einsatz. Die Braunkohle stammte aus den Tagebauen um Cottbus, die ebenfalls von Vattenfall betrieben wurden.
Die Einspeisung erfolgt auf der 110-kV-Hochspannungsebene in das Netz der Vattenfall-Tochtergesellschaft Stromnetz Berlin GmbH.
Am 24. Mai 2017 wurde die Braunkohleverfeuerung am Standort beendet, nachdem zuvor das Jahr 2020 als Abschalttermin geplant war. Dadurch sollen 600.000 Tonnen CO2 eingespart werden. Anschließend wurde vor Ort alles auf Erdgas umgerüstet, wofür umfangreiche Modernisierungen auszuführen waren.
Ende 2023 bis Anfang 2024 wurde der nördliche der beiden Stahlbeton-Schornsteine zurückgebaut. Die Bestandteile der alten Braunkohleanlage werden 2025 zurückgebaut.

## Eingestellte oder ruhende Planungen

### Neubau eines Steinkohlekraftwerkes

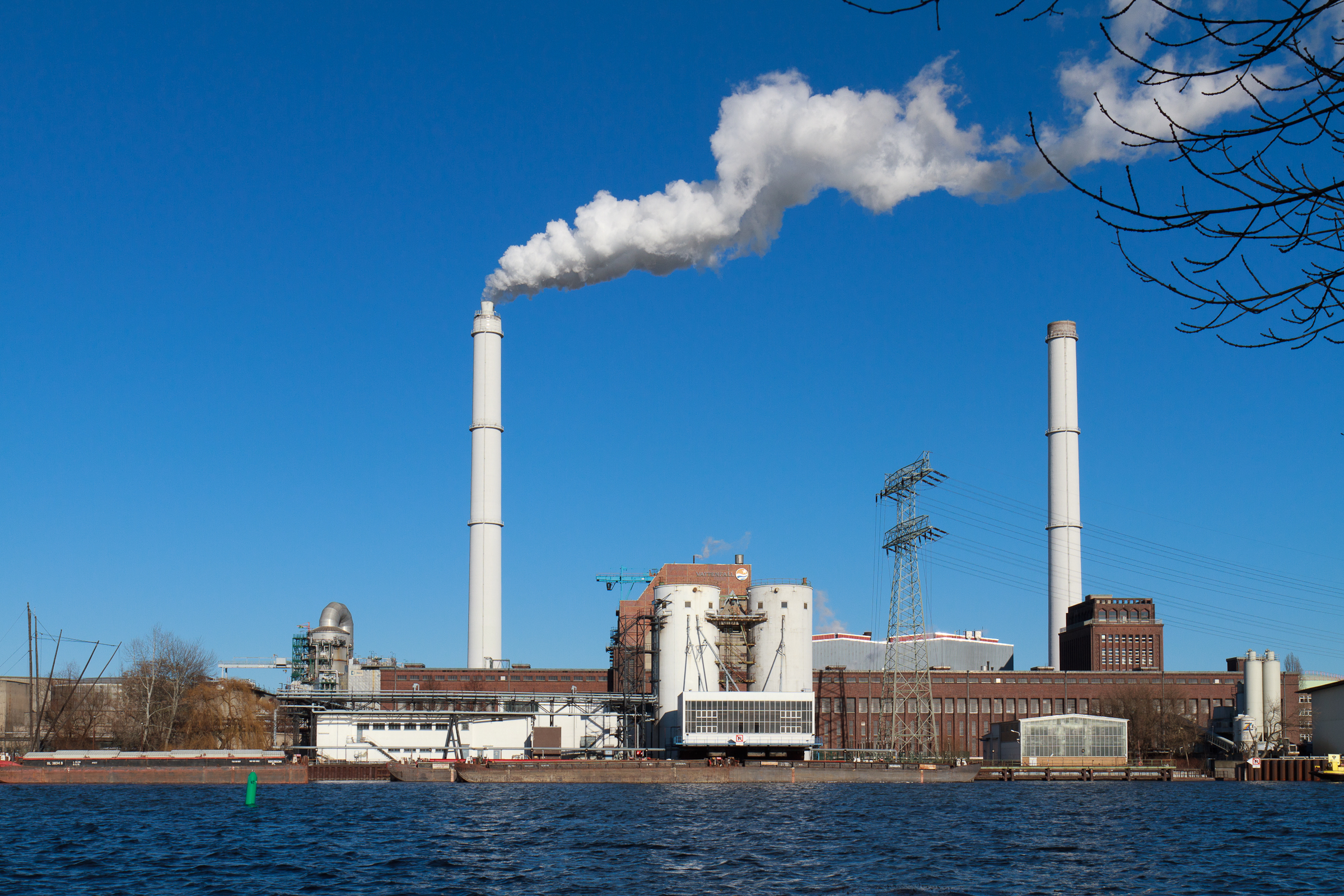
Kraftwerk Klingenberg, 2012

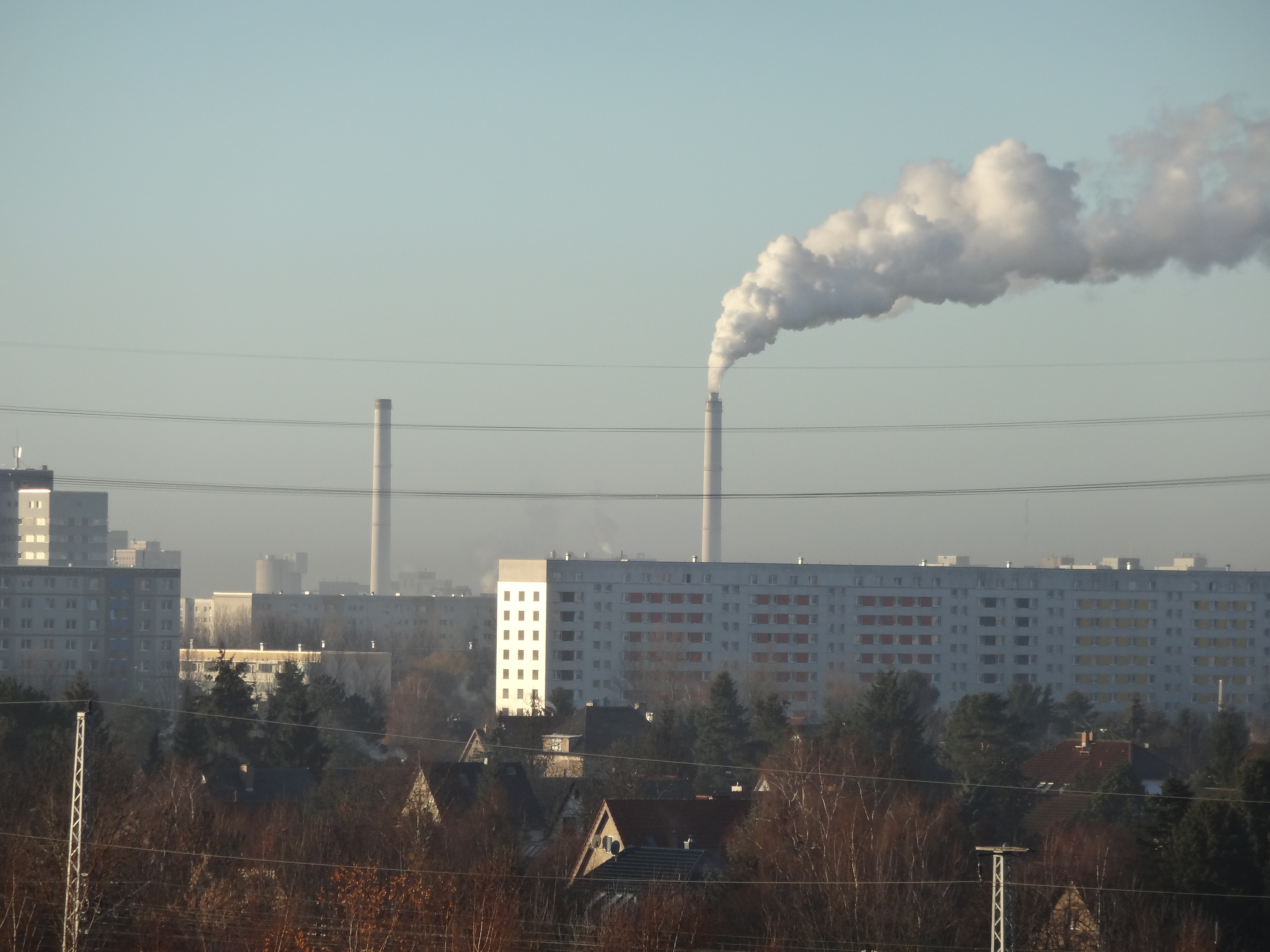
Ansicht aus Nordost, 2014

Ursprünglich wollte Vattenfall anstelle des alten Kraftwerks ein neues Steinkohlekraftwerk mit 800 MWel und 650 MWth zur Wärmeauskopplung bauen. Wegen des hohen CO2-Ausstoßes waren diese Pläne von Anfang an in Berlin sehr umstritten. Auch der dafür notwendige Neubau eines Kühlturms mit bis zu 140 Metern Höhe stieß wegen der erheblichen optischen Folgen für das gesamte Umfeld auf Proteste der Anwohner.

### Neubau eines Gas- und Biomassekraftwerkes
Nachdem 2009 ein Steinkohlekraftwerk aufgrund von Protesten als Option ausgeschieden war, sah das Konzept von Vattenfall und dem Senat von Berlin für den Standort die Errichtung von zwei kleinen Biomasse-Kraftwerken mit je 20 MW elektrischer Leistung sowie den Bau eines größeren Gas-und-Dampf-Kombikraftwerks vor. Die Biomassekraftwerke sollten die Wärmegrundlast decken und von der Einspeisevergütung im Rahmen des Erneuerbare-Energien-Gesetz profitieren. Die Grundsteinlegung war für 2013 geplant und der Bauabschluss im Jahr 2016, das gegenwärtige Kohlekraftwerk sollte bei Erreichen der vollen Leistung dann stillgelegt werden. Für dieses Konzept hatten sich sowohl Befürworter als auch Gegner in dem Kiez gefunden. Die Gegner kritisierten, dass zum Betreiben der Biomasse-Kraftwerke weder der Rohstoffbedarf noch die nachhaltige Produktion gesichert seien und dass eine überdimensionierte Anlage entstehen würde. Der notwendige etwa 60 Meter hohe Kühlturm würde zudem auch das Stadtbild stören. Ursprünglich hatte Vattenfall geplant, die rund 700.000 Tonnen Hackschnitzel und Rundholz überwiegend aus Anbauflächen des Brandenburger Umlands zu beziehen. Ende 2010 erklärte der Konzern allerdings, dass ein Großteil der Biomasse aus einem Kooperationsprojekt mit der Firma Buchanan aus Liberia stammen sollte. Im Dezember 2012 gab Vattenfall bekannt, doch keine Biomasse im geplanten Kraftwerk verfeuern zu wollen. Zwar ist das GuD-Kraftwerk bereits genehmigt, der Bau ist allerdings noch nicht beschlossen. Das weitere Vorgehen Vattenfalls bleibt unklar, die Aktivitäten wurden eingefroren. 

## Zukunft des Kraftwerksstandorts
Als Ende der technischen Lebenszeit für die gesamte Anlage wird 2025 angegeben. Ferner wird eine Power-to-Heat-Anlage, in welcher überschüssiger Windstrom in Wärme umgewandelt wird, am Standort geplant.